# 狄俄倪索斯剧场
狄俄倪索斯剧场（希臘語：Θέατρο του Διονύσου），又译为狄奥尼索斯剧场，是希腊雅典的一个露天剧场。这是世界上最古老的剧场之一。在节日，会在此表演戏剧，献给葡萄酒和农业之神、戏剧的保护神狄俄倪索斯。它常会与兴建较晚，保存较好的希罗德·阿提库斯剧场（Odeon of Herodes Atticus）相混淆，后者位于雅典卫城的西南山坡。

## 历史
公元前534年，雅典僭主庇西特拉图将酒神节庆典从埃留塞瑞的乡下迁往雅典城内，庆典的一部分是表演戏剧，最初是在雅典集市的一个平坦的圆形区域表演，公元前500年转移到雅典卫城的南坡，在那里又建了一座供奉狄俄倪索斯的神庙，祭坛在庙外。它是狄俄倪索斯的“神圣空间”（temenos）的一部分。这个剧场能容纳25,000人，但是每个人都能听清舞台上说的话。参与者包括古典时期的所有剧作家，著名的有埃斯库罗斯、索福克勒斯、欧里庇得斯、阿里斯托芬和米南德。
更大的石砌剧场兴建于公元前325年，拥有14,000到17,000个座位。此后走向荒废，很少见于记载，直到公元61年由皇帝尼禄进行了重要的修复。今天见到的是改建后的罗马剧场的遗迹。
在普尼克斯被认为不合适召开雅典集会之后，狄俄倪索斯剧场有时也用作会场。

## 修复
2009年11月24日，希腊政府宣布将部分修复这座被破坏的大理石剧院。文化部表示，花费九百万美元的工程将在2015年完成。